# Crenicichla johanna
Crenicichla johanna és una espècie de peix de la família dels cíclids i de l'ordre dels perciformes.

## Morfologia
Els mascles poden assolir els 28,3 cm de longitud total.

## Distribució geogràfica
Es troba a Sud-amèrica: conques dels rius Amazones (Perú, Brasil i Bolívia), Orinoco (Colòmbia i Veneçuela), Essequibo (Guaiana), Oyapock i Approuague (Guaiana Francesa), i Amapá (Brasil).